# Glorith
Glorith di Baaldur (Glorith of Baaldur) è una criminale immaginaria che compare nelle storie pubblicate dalla DC Comics. Il suo nemico primario è la Legione dei Supereroi, e lei ne fu una presenza ricorrente in Legion of Super Heroes vol. 4. Originariamente una criminale minore che fece una comparsa negli anni sessanta, Glorith divenne una figura centrale nei tentativi della DC di riparare i problemi della continuità creati quando fu rimosso il Superboy originale dalla continuità dopo la miniserie Crisi sulle Terre infinite.

## Biografia del personaggio

### Pre-Crisi
La Glorith di Baaldur originale era una scagnozza senza poteri di Time Trapper, che la mandò indietro nel tempo fino al XXX secolo. Ella tentò di distruggere la Legione trasformandone i membri in bambini. Tuttavia, quando gli infanti la sconfissero, Time Trapper la ringiovanì fino alla forma di un protoplasma.

### Rimozione di Time Trapper
Dopo la miniserie Crisi sulle Terre Infinite, l'artista/scrittore John Byrne creò L'Uomo d'Acciaio, una miniserie di sei numeri che reinterpretava le origini di Superman. Nella versione delle origini di Byrne, che furono accettate come canoni dall'amministrazione editoriale della DC, Superman non cominciò la sua carriera super eroistica fino all'età adulta. Così, Kal-El non fu mai Superboy, e non servì da ispirazione per la Legione. Si scoprì che Time Trapper creò un universo in miniatura da un trancio di un tempo passato, e ne alterò la realtà finché non si formò una Terra parallela, con l'inclusione di un giovane Kal-El, che iniziò la sua carriera eroistica come Superboy. Successivamente, Time Trapper manipolò il flusso temporale così che ogni volta che la Legione avesse viaggiato indietro nel tempo fino al XX secolo, e ogni volta che Superboy visitava il futuro della Legione, sarebbero stati inviati l'uno nel mondo parallelo dell'altro. Così, Superman e il Superboy che ispirarono la Legione dei Supereroi erano due persone distinte. Quando Trapper tentò di distruggere la Terra dell'universo in miniatura, Superboy salvò il pianeta sacrificando la sua stessa vita nel farlo.
Anche se il colpo di scena dell'"universo in miniatura" permise alla precedente continuità della Legione di essere sostanzialmente conservata, gli editori della DC presero all'unisono la decisione di rimuovere Superboy dalla continuità della Legione. Gli scrittori Keith Giffen e Tom & Mary Bierbaum crearono una storia in cui Brainiac 5 scoprì che l'essenza di Time Trapper era presente nella mente di Mon-El. Mon-El, quindi, "uccise" effettivamente Time Trapper nell'universo in miniatura. La morte di Time Trapper cancellò l'universo in miniatura, e il Superboy che viveva in esso, dall'esistenza, il che significava che la Legione non si era mai formata. Senza la Legione che controllava ogni sua mossa, Mordru doivenne il padrone della maggior parte dell'universo conosciuto. Nel flusso temporale modificato, Glorith fu la "prima moglie" di Mordru. Un'altra delle mogli di Mordru, Mysa (la Legionaria Strega Bianca), ebbe delle visioni della realtà precedenti e l'importanza di Trapper nel prevenire la rinascita di Mordru. Gli alleati sotto copertura di Mysa, Andrew Nolan (il Legionario Ferro Lad) e Rond Vidar, idearono un piano per usare Glorith al fine di ricreare la linea temporale precedente, e mettere fine alla dominazione di Mordru. Mordru scoprì il piano appena prima che questo fosse messo in atto, ma fu troppo tardi per fermarlo.

### Glorithverso
Dopo la ricostituzione della linea temporale originale, la storia della Legione fu ricostituita con Mon-El (rinominato "Valor") come rimpiazzo di Superboy come ispirazione per la Legione, la Supergirl del XX secolo fu rimpiazzata dal membro del XXX secolo Laurel Gand di Daxam, e Time Trapper fu sostituito da Glorith come maestro della manipolazione del tempo. Insieme ai Dominatori, fu la nemica più ricorrente dell'era "Five Year Gap" della continuità della Legione.
Glorith si mescolo frequentemente alla storia della Legione. Nel suo nuovo "Glorithverso", fu la responsabile della morte di An Ryd (un crimine per cui fu accusato Ultra Boy), della temporanea perdita di sanità mentale di Brainiac 5, e della distruzione genocida del pianeta Daxam (un avvenimento che rimpiazzò la morte di Superboy nella storia della Legione).
Ultra Boy cominciò a pensare che Glorith aveva manipolato la linea temporale per rimpiazzare un altro essere (Time Trapper) e rubargli i poteri, e che avrebbe presto raggiunto l'onnipotenza. Per fermarla, ingannò Mordru, spingendolo ad attaccarla. Sebbene la battaglia finì essenzialmente in pareggio, le costò abbastanza potere da non poterle permettere di conquistare l'universo. Infine, Glorith seppe delle operazioni sotto copertura di Ultra Boy. Per punirlo, mandò la sua fidanzata, Phantom Girl, in un migliaio di anni nel passato, e fece presumere che Phantom Girl fosse morta. Per mantenere un equilibrio, prese il Durlan del XX secolo e lo mandò in avanti nel XXX secolo. Dopo che un virus rimosse permanentemente i suoi poteri di mutaforma e lo congelò nella sua forma umanoide, Durlan assunse il nome di R. J. Brande. Sarebbe divenuto un potente uomo d'affari, divenendo la persona più ricca dell'epoca ed un benefattore della Legione dei Supereroi.
In più, Glorith tentò di sedurre Valor nel XX secolo. Quando infine lui la respinse, lei lo bandì nella Zona Bgztl Buffer (la Zona Fantasma del Glorithverso) finché non fu liberato dalla Legione nel XXX secolo. Ultimamente, però, le sue continue manipolazioni della linea temporale causarono il ritorno di Time Trapper, esacerbando la destabilizzazione della linea temporale corrente, e fu il catalizzatore principale per gli eventi che portarono all'Ora zero nel 1994, dopo che la continuità della Legione fu riscritta.
Glorith non ricomparve nella continuità della Legione post-Ora Zero, sebbene il personaggio di Lori Morning le somigli in modo particolare.

### Post-Crisi Infinita
Nella miniserie Final Crisi: Legion of Three Worlds, Mordru chiamò a sé "coloro che morirono con dolore e torture per mano mia!", e Glorith fu una delle tre persone che egli richiamò a sé. Il suo scheletro rianimato ricomparve e fu subito sconfitto dalla Legione.

## Poteri e abilità
Glorith possiede il controllo sul tempo stesso. È in grado di congelarlo, alterarlo, e anche separarne dei pezzi, consentendo in tal modo di mantenere la dimensione miniaturizzata di Time Trapper. Possiede l'abilità di invecchiare o ringiovanire gli esseri viventi fino ad un grado infinitesimale. D'altra parte, questo potere può mettere fine alla vita di un individuo. Può anche mandare qualcuno avanti o indietro nel tempo. A differenza di Time Trapper, i suoi poteri sono di natura magica. In questo modo, esibisce anche i poteri di controllo mentale e manipolazione.